# Observations sur le Festin de Pierre
Les Observations sur une comédie de Molière intitulée Le Festin de Pierre sont un pamphlet publié en avril ou mai 1665 par le libraire parisien Nicolas Pépingué, qui attaque violemment Le Festin de Pierre, Le Tartuffe et leur auteur, accusé d'avoir « fait monter sur le théâtre », le libertinage, l'impiété et l'athéisme. L'ouvrage est attribué à un « Sieur de Rochemont », pseudonyme d'un personnage peut-être fictif, dont on ignore aujourd'hui encore l'identité réelle.

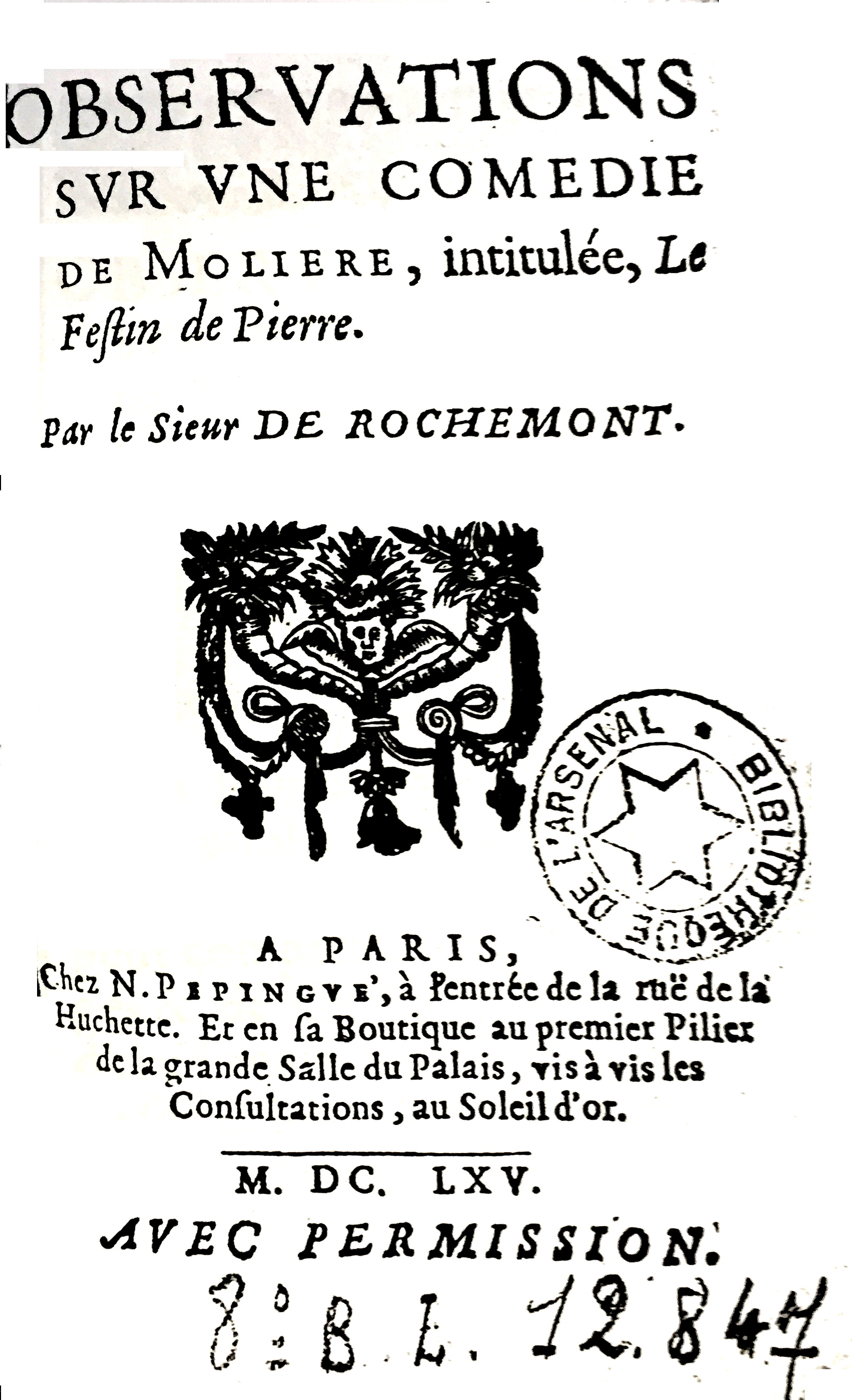
Page de titre de l'édition originale des Observations. Exemplaire de la Bibliothèque de l'Arsenal à Paris.

Le fulgurant succès remporté par cette brochure de 48 pages — on dénombre plus d'une vingtaine d'exemplaires dans les seules bibliothèques publiques du monde entier, exemplaires eux-mêmes répartis en une demi-douzaine d'éditions ou tirages différents — donna lieu à un procès opposant Pépingué à son collègue Gabriel Quinet.
Sa virulence, qui, selon certains commentateurs, pourrait expliquer que Le Festin de Pierre n'ait jamais été repris du vivant de son auteur, suscita deux réponses anonymes de partisans de Molière, dont la plus longue et la plus argumentée est probablement l'œuvre de Jean Donneau de Visé.
Historiens et commentateurs du Festin de Pierre s'accordent à souligner l'importance des Observations pour la compréhension de la pièce, et font valoir en particulier la pertinence de l'analyse que fait « Rochemont » de l'irréligion des deux principaux personnages [réf. souhaitée].

## Histoire éditoriale
La première édition paraît avec mention au titre d'une « permission » qui ne figure nulle part dans le livre. Vers la fin du mois de mai ou peut-être même plus tard, en tout cas après la mise en vente de contrefaçons présentant un permis d'imprimer signé du lieutenant civil Dreux d'Aubray (voir ci-dessous), Nicolas Pépingué procèdera à un second tirage. Le titre deviendra : Observations sur une comédie de Moliere, intitulée, le Festin de Pierre, par B. A. Sr D. R., Advocat en Parlement, et la dernière page, recomposée, présentera une permission signée de Hourlier, bailli du Palais: « Il est permis à Nicolas Pépingué, marchand Libraire au Palais, d’imprimer, faire imprimer, vendre & débiter les Observations sur une Comédie de Molière, intitulée, Le Festin de Pierre : Et défenses sont faites à tous autres de l’imprimer, vendre ni débiter sans le consentement dudit Pépingué, à peine de 500 livres d’amende, & de confiscation des exemplaires. Fait à Paris ce 18 avril 1665.» Sur les deux exemplaires aujourd'hui subsistants qui reproduisent cette permission, celle-ci a été recouverte d'un papier collé, de même provenance que celui du tirage, qui la rend lisible seulement par transparence, indice peut-être que Hourlier a révoqué sa permission en cours de (re)tirage. Deux autres exemplaires portant au titre «par B. A. Sr D. R.», et qui contiennent plusieurs corrections de sens, ne reproduisent plus cette permission et présentent une page 48 où le mot FIN est à nouveau isolé des dernières lignes du texte.

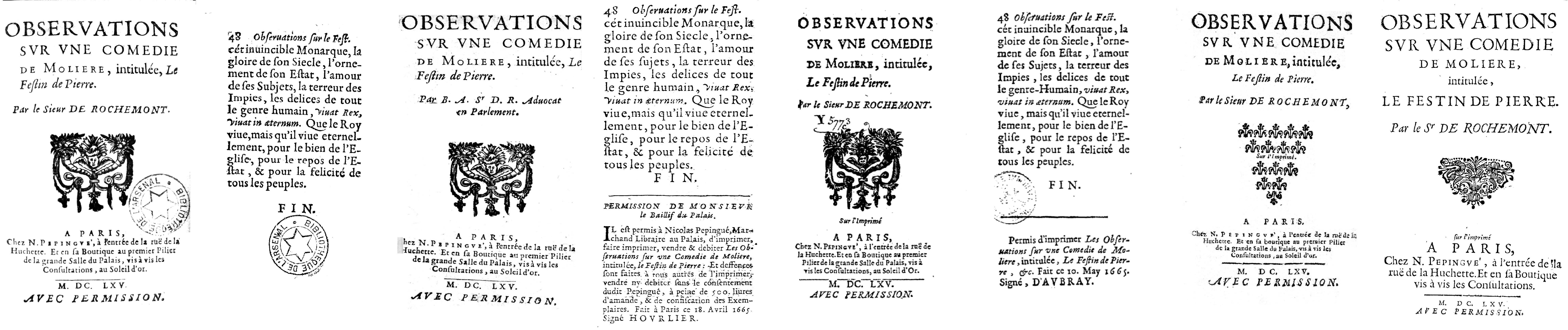
Images 1 & 2 : Édition originale de Nicolas Pépingué. Images 3 & 4 : Second tirage de l'édition originale, avec changement de nom d'auteur et reproduction d'un permis d'imprimer. Images 5 & 6 : Contrefaçon Gabriel Quinet. Images 7 & 8 : Deux autres contrefaçons.

L'ajout de cette permission est sans doute motivé par la mise en vente, au cours de la seconde quinzaine de mai, de plusieurs contrefaçons portant toutes l'adresse de Nicolas Pépingué et reproduisant, au bas de la dernière page, un permis d'imprimer d'origine différente et non nominatif : « Permis d'imprimer Les Observations sur une Comédie de Molière, intitulée, Le Festin de Pierre, etc. Fait ce 10 mai 1665. Signé, D'Aubray.» Les premières de ces contrefaçons ont été fabriquées pour le compte du libraire Gabriel Quinet, contre lequel Pépingué présentera, le 10 juin, devant le Parlement, une requête « tendant à ce que défenses soient faites au défendeur [Quinet] et à tous autres libraires et imprimeurs, de vendre et débiter au public le petit livre intitulé Observations sur une comédie de Molière intitulée Le Festin de Pierre, d’autres que ceux du demandeur » et à ce que tous les exemplaires contrefaits soient saisis « en tous les lieux qu'ils pourront être trouvés ». Le 30 juin, un arrêt du Parlement renverra Pépingué et Quinet devant les syndics de la librairie pris comme arbitres,.

## Les éditeurs du pamphlet
Le libraire-imprimeur à l'adresse duquel paraissent les Observations, Nicolas Pépingué, a publié, au cours des trois années précédentes, une pièce de Charles Robinet, Le Panégyrique de L'École des femmes, ou Conversation comique sur les œuvres de M. de Molière, trois d'Antoine Monfleury, fils du célèbre acteur de l'Hôtel de Bourgogne, dont L'Impromptu de l'Hôtel de Condé et L'École des jaloux ou le Cocu volontaire, qui toutes deux mettent cause plus ou moins directement Molière, et six comédies d'Edme Boursault, dont Le Portrait du peintre ou la Contre-critique de l'École des femmes, créé par la troupe de l'Hôtel de Bourgogne, lui a valu, à l'automne 1663, une cinglante réponse du "peintre" dans L'Impromptu de Versailles. Autant dire que Pépingué, qui n'a jamais publié un texte de Molière, s'est fait une spécialité de publier les œuvres de ses plus ardents détracteurs.
Plusieurs des contrefaçons qui paraissent à son adresse sont mises en vente par le libraire Gabriel Quinet.

## Le sieur de Rochemont
L'auteur des Observations n'a jamais été clairement identifié. Un moliériste du XIXe siècle, Charles-Louis Livet, a cru reconnaître dans l'acronyme « B.A. Sr D.R. » les initiales de l'avocat janséniste Jean Barbier d'Aucour ; quelques historiens modernes, notamment Alain Niderst et Alain Viala, partagent encore cette opinion, malgré les objections qui y ont été faites. D'autres (Jules-Antoine Taschereau, Eugène Rigal, Théodore-J. Van Vree) ont vu dans Rochemont le curé Pierre Roullé, auteur en 1664 d'un libelle qui vouait Molière aux flammes de l'enfer. Paul Lacroix « aimerait à le retrouver » sous le nom d'un obscur abbé Hébert de Rocmont. D'autres encore, comme le dix-septiémiste Antoine Adam, soupçonnent Pierre Nicole ou Arnaud d’Andilly. L'éditeur Paul Mesnard, qui a fait une édition commentée du pamphlet, et le critique Robert Horville penchent eux aussi pour un janséniste. Raoul Allier, à qui l'on doit une retentissante étude sur la Cabale des dévots, et Laurent Thirouin, auteur d'une récente édition critique des Observations, verraient plutôt en Rochemont un membre ou un ami de la Compagnie du Saint-Sacrement. Louis Lacour, Georges Couton et Georges Mongrédien se prononcent pour l’attribution au prince de Conti ou à l’un de ses officiers : cette hypothèse peut s'appuyer sur le fait que Conti, qui avait été le protecteur de Molière durant ses années de province, s'était converti en 1656 et, obéissant à son directeur de conscience, « avait réformé en conséquence ses mœurs, son train de vie et sa relation aux plaisirs » : une situation non sans analogie avec celle du Tartuffe.
Selon François Rey, Rochemont « a toute chance d'être une fiction ou un fantôme, et le pamphlet une mystification », un faux composé par Molière lui-même pour se poser une nouvelle fois en victime des ultra-dévots, ramener ainsi la question du Tartuffe au cœur des débats et obliger Louis XIV à lui renouveler son soutien. Cette thèse a été reprise sous une forme romanesque par le moliériste Gabriel Conesa, puis en 2019 par Jacques Malaterre dans le téléfilm Brûlez Molière !. 
Les auteurs de la plus récente édition de la Pléiade tiennent, quant à eux, mais sans s'en expliquer davantage, pour l'hypothèse d'une « œuvre probablement collective » et croient pouvoir conclure, à propos de la « querelle du Festin de Pierre », qu'« il y a lieu de ne pas surévaluer la portée de cette escarmouche, comme on l'a souvent fait sous l'influence du mythe romantique de l'artiste persécuté ».

## Résumé du libelle
Il s'agit d'une attaque singulièrement violente qui vise explicitement Molière (nommé 35 fois dans le texte, alors que les mots Don Juan et Festin de Pierre en sont absents), ce qui est rare dans les polémiques théâtrales de l'époque. L'auteur multiplie les arguments ad hominem, traitant Molière de « Farceur, qui fait plaisanterie de la Religion [et] tient Escole du Libertinage », de « Bouffon qui fait commerce des Mystères de la Foy », et n'hésitant pas à écrire que « c'est bien à faire à Moliere de parler de la devotion, avec laquelle il a si peu de commerce, et qu'il n'a jamais connuë ny par pratique ny par theorie ».
Malgré ce qu'il savait du Tartuffe et de son auteur, Rochemont affirme n'avoir « pu [s]'empêcher de voir cette pièce aussi bien que les autres et [s'y être] laissé entraîner par la foule d'autant plus librement que Molière se plaint qu'on […] censure ses pièces sans les avoir vues ». Il reconnaît que la pièce a attiré des foules, mais attribue la chose à un effet d'annonce et de scandale :

« Son Avarice ne contribue pas peu à réchauffer sa veine contre la Religion. Je connais son humeur, il ne se soucie pas qu’on fronde ses pieces, pourveu qu’il y vienne du monde. Il sait que les choses deffenduës irritent le desir, et il sacriﬁe hautement à ses interests tous les devoirs de la pieté [...] Il est vray que la foule est grande à ses Pieces, et que la curiosité y attire du monde de toutes parts ; mais les gens de bien les regardent comme des Prodiges ; ils s’y arrestent de mesme qu’aux Eclipses et aux Cometes : parce que c’est une chose inoüie en France de jouer la Religion sur un Theatre. »

Prétendant défendre « les intérêts de Dieu », il retourne contre l'auteur du Tartuffe les accusations que celui-ci porte contre les faux dévots : « Molière est lui-même un Tartuffe achevé et un véritable Hypocrite, [qui] ressemble à ces Comédiens, dont parle Sénèque, qui corrompaient de son temps les mœurs sous prétexte de les réformer, et qui sous couleur de reprendre le vice, l’insinuaient adroitement dans les esprits ». Il affirme que toute son œuvre, depuis Le Cocu imaginaire jusqu'au Festin de Pierre, en passant par les deux Écoles (des maris et des femmes) et Le Tartuffe, ne vise qu'à « corrompre les mœurs», « ruiner la créance en Dieu » et « faire monter l'athéisme sur le théâtre ».
Il répond aux arguments que Molière invoquait pour sa défense en les retournant contre lui : « Si le dessein de la Comédie est de corriger les hommes en les divertissant, le dessein de Molière est de les perdre en les faisant rire » (p. 8), et ne recule pas devant le recours au jeu de mots : « L'on ne pourroit denier que Moliere n’eust bien de l’adresse ou du bonheur de debiter avec tant de succez sa fausse monnoye, et de duper tout Paris avec de mauvaises pieces. »

S'il faut en croire Rochemont, le spectacle donné au Palais-Royal par Molière et ses camarades, « à la face du Louvre, dans la Maison d'un Prince Chrestien (Philippe d'Orléans, dit Monsieur), à la veuë de tant de sages Magistrats et si zelez pour les interests de Dieu, en derision de tant de bons Pasteurs, que l'on fait passer pour des Tartuffes, et dont l'on décrie artificieusement la conduite : mais principalement sous le Regne du plus Grand et du plus Religieux Monarque du Monde », ce spectacle, qui a rencontré un succès sans précédent, aurait « causé un scandale public » : « Tous les gens de bien en ont ressenty une juste douleur », « Les Estrangers mesmes en ont esté tres-scandalisez, jusques-là qu‘un Ambassadeur ne pût s’empescher de dire, qu’il y avoit bien de l‘Impieté dans cette Piece », et son auteur s'est « attiré l'indignation de toutes les personnes de pieté ». Et le libelliste d'enchaîner : 
« S'il lui [Molière] restait encore quelque ombre de pudeur, ne lui serait-il pas fâcheux […] de passer pour un libertin dans l'esprit de tous les prédicateurs et d'entendre toutes les langues que le Saint-Esprit anime déclamer contre lui dans les chaires et condamner publiquement ses nouveaux blasphèmes ? »

Il en vient à mettre en doute la nature même du succès rencontré par le spectacle : 

« Le brouhaha du parterre n'est pas toujours une marque de l'approbation des spectateurs ; l’on rit plutôt d'une sottise que d'une bonne chose, et s'il [Molière] pouvait pénétrer dans le sentiment de tous ceux qui font la foule à ses pièces, il connaîtrait que l'on n'approuve pas toujours ce qui divertit et ce qui fait rire. Je ne vis personne qui eût mine d'honnête homme sortir satisfait de sa comédie ; la joie s'était changée en horreur et en confusion, à la réserve de quelques jeunes étourdis, qui criaient tout haut que Molière avait raison, que la vie des pères était trop longue pour le bien des enfants, que ces bonnes gens étaient effroyablement importuns avec leurs remontrances [...] (p. 7) »

Rochemont se livre aussi à une dénonciation en règle du Tartuffe. Prenant la défense de « ceux qui ont la conduite des âmes » (les directeurs de conscience), il condamne l'ensemble des pièces de Molière comme autant de degrés menant vers « l'abîme » de l'athéisme : « La naifveté malicieuse de son Agnès a plus corrompu de vierges que les Escrits les plus licentieux ; son Cocu imaginaire est une invention pour en faire de veritables, et plus de femmes se sont débauchées à son Escole, qu’il n’y en eut autrefois de perdues à l'Escole de ce Philosophe qui fut chassé d’Athenes et qui se vantait que personne ne sortait chaste de sa leçon. »
Après avoir identifié « quatre sortes d'impiétés », il montre qu'elles sont toutes présentes dans cette pièce : « Le Maistre est Athée et Hypocrite, et le Valet est Libertin et Malicieux. » (p. 13).

Il termine en évoquant les maux qui risquent de s'abattre sur la France si le Roi tolère l'insulte ainsi faite à la religion : 

« Il ne faut qu'un homme de bien, quand il a la puissance, pour sauver un Royaume ; et il ne faut qu‘un Athée, quand il a la malice, pour le ruiner et pour le perdre. Les deluges, la peste et la famine sont les suites que traisne après soy l‘Atheisme, et quand il est question de le punir, le Ciel ramasse tous les ﬂeaux de sa colere pour en rendre le chastiment plus exemplaire. »

## Les réponses à Rochemont
Dans le courant du mois de juillet, deux réponses anonymes émanant de partisans de Molière sont mises en vente par le même Gabriel Quinet qui depuis des semaines débite des contrefaçons des Observations. La première, intitulée Réponse aux Observations touchant le Festin de Pierre de Monsieur de Molière, défend Molière avec beaucoup de chaleur et d'ironie, mais de manière assez confuse. La seconde, intitulée Lettre sur les Observations d'une comédie du Sr Molière intitulée Le Festin de Pierre, est écrite, selon Georges Mongrédien, « d'une encre si vigoureuse, si persuasive » que certains commentateurs se sont demandé si Molière n'en était pas l'auteur ou, du moins, n'y avait pas prêté la main. Mais il semble établi qu'elle est l'œuvre du nouvelliste et polémiste Jean Donneau de Visé, qui peu auparavant vilipendait « Élomire » (Molière) et ses « bagatelles ».
Quoi qu'il en soit de l'identité de leurs auteurs, aucune de ces deux réponses ne traduit de véritable inquiétude pour le « monstre » d'« impiété » sur lequel Rochemont appelle le roi à abattre un bras vengeur.

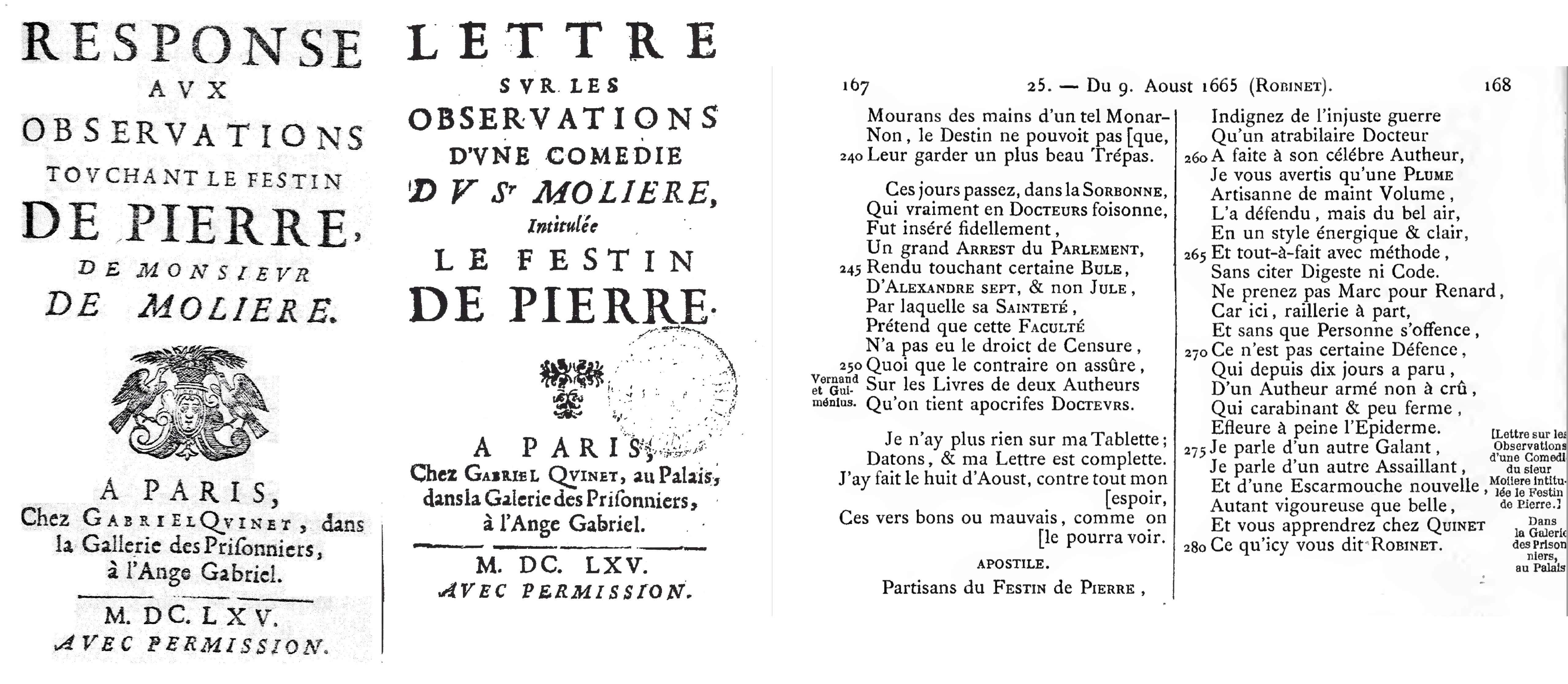
1. Page de titre de la Response aux Observations. 2. Page de titre de la Lettre de Donneau de Visé sur les Observations. 3. Apostille de Charles Robinet à sa Lettre à Madame du 9 août 1665.

Le 9 août, Charles Robinet termine sa Lettre en vers à Madame (Henriette d'Angleterre) par une apostille consacrée, sur un ton à la fois triomphal et enjoué, à la querelle du Festin de Pierre, attestant de la polémique (« Partisans du Festin de Pierre ») que suscitait encore la pièce alors qu'elle avait quitté l'affiche depuis plus de quatre mois. Texte plus bref que celui de Donneau de Visé, mais non moins étonnant par ce qu'il révèle du bouleversement occasionné par cette querelle dans les rapports de force au sein des milieux littéraire, journalistique et théâtral du Paris de l'époque. D'ennemi déclaré de Molière qu'il était jusque-là (en 1663, il avait fait paraître un très ambigu Panégyrique de l'École des femmes), Robinet est à présent, et restera pendant les huit années suivantes, l'un de ses plus chauds supporteurs et un adversaire presque aussi ardent de ses anciens amis de l'Hôtel de Bourgogne. S'adressant à la belle-sœur du roi, Robinet n'hésite pas à affirmer en octosyllabes burlesques que cette « farce » « vilipendée pour ses blasphèmes et ses impiétés a des « partisans » déclarés [qui] peuvent à bon droit « s'indigner » de l'« injuste guerre » qu'un « docteur » irascible a déclarée à Molière ». Autant dire que ces partisans se recrutent en grande partie dans la famille royale et ses proches.